# Pielgrzym (powieść Terry’ego Hayesa)
Pielgrzym (oryg. I Am Pilgrim) – powieść kryminalna brytyjskiego pisarza, dziennikarza śledczego i scenarzysty filmowego Terry'ego Hayesa, opublikowana 13 lipca 2013. Polskie wydanie ukazało się nakładem wydawnictwa Rebis, w tłumaczeniu Macieja Szymańskiego.
Jest to debiutancka powieść Hayesa. Emerytowany amerykański agent wywiadu publikuje książkę, na której podstawie w jednym z nowojorskich hoteli dochodzi do zbrodni. Główny bohater musi rozwikłać spisek, którego sednem ma być zniszczenie Stanów Zjednoczonych.